# Jan Bašný
Jan Bašný (29. januar 1963 (62 år) er en tjekkisk håndboldtræner som træner Tjekkiets kvindehåndboldlandshold og Nantes Loire Atlantique Handball i Frankrig.